# Aporandria haplograpta
Aporandria haplograpta là một loài bướm đêm trong họ Geometridae.